# Jevamot
Jevamot (hebrejsko יבמות, Bratova vdova) je razprava v Talmudu, ki, med drugim, obravnava zakone jibuma – leviratske poroke in, na kratko, spreobrnitve v judovstvo. Razprava je prva v nizu razprav v poglavju  Našim (נשים, Ženske). 
Jibum je zapoved iz Tore (Devteronomij 25:5-10), po kateri se je moral brat pokojnika, ki je umrl brez otrok (sina), poročiti z njegovo vdovo. Zakon se je uporabljal samo za brate po očetovi strani, se pravi brate istega očeta ne glede na to, da so bili sinovi različnih mater. Zakon je hkrati pomenil, da se vdova ni smela poročiti s kom drugim. Morala je čakati na enega od bratov ali od njih dobiti dovoljenje in opraviti proceduralno ločitev, imenovano halica (חליצה). Halica se je lahko opravila kot alternativa jibuma. Razprava Ženske obravnava številne primere, v katerih se jibum ne sme uporabiti, torej se ne sme uporabiti niti halica. 
Razprave Jevamot, Eruvin in Niddah spadajo med najtrše razprave v Talmudu.

### Naslovi poglavij
1. Petnajst žensk (חמש עשרה נשים, Hameš Esreh Našim)
2. Kdo je bratova žena (כיצד אשת אחיו, Kejtzad Ešet Ahiv)
3. Štirje bratje (ארבעה אחים, Arba'ah Ahim)
4. Tisti, ki čisti srce (החולץ ליבמתו, Haholec Livamto)
5. Rabban Gamliel (רבן גמליאל, Rabban Gamli'el)
6. Po njegovem obžalovanju (הבא על יבמתו, Habba Al Jevimto)
7. Vdova velikemu duhovniku (אלמנה לכהן גדול, Almanah Lekhohen Gadol)
8. Prekletstvo (הערל, He'arel)
9. Razkošje (יש מותרות, Jesh Muttarot)
10. Ženska, katere mož je šel na morje (האישה שהלך בעלה למדינת הים, Ha'išah Šehalakh Balah Limdinat Hajam)
11. Predmet posilstva (נושאין על האנוסה, Nose'in Al Ha'anusah)
12. Halica (מצות חליצה, Mitzvat Halitzah)
13. Šamaj reče, da ni minjana (kvorum) (בית שמאי אומרים אין ממאנין, Beit Šamay Omrim Ejn)
14. Slabo je nosil (חרש שנשא, Hereš Šennasa)
15. Ženska, ki je šla (האשה שהלכה היא, Ha'išah šehalekhah Hi | Ženska … na svidenje (האשה ... שלום, Ha'išah ... Šalom)
16. Ženska v Batri (האשה בתרא, Ha'išah Batra) | Ženska, katere mož jo je zapustil (האשה שהלכה בעלה וצרתה, Ha'išah Šehalekhah Balah Vetzaratah)